# Jean-Pierre Lasota
Jean-Pierre Joseph Lasota-Hirszowicz (ur. 16 października 1942 w Marsylii, zm. 31 października 2024 w Paryżu) – polsko-francuski astrofizyk, fizyk teoretyk i astronom, profesor nauk fizycznych, popularyzator nauki.

## Życiorys
Urodził się w rodzinie polskich Żydów. W 1965 roku obronił pracę magisterską na Wydziale Fizyki Uniwersytetu Warszawskiego. W 1971 roku zdobył stopień doktora w Instytucie Fizyki Teoretycznej Uniwersytetu Warszawskiego. W latach 70. XX w. pracował w Centrum Astronomicznym im. Mikołaja Kopernika PAN.
W latach 1980–1982 pracował w Wielkiej Brytanii na uniwersytetach Leicester i Cambridge. W 1983 roku podjął badania w Obserwatorium Paryskim, gdzie w latach 1988–1998 kierował Wydziałem Astrofizyki Relatywistycznej i Kosmologii.
W latach 1984–1989 przedstawiciel na Zachodzie związanej z Solidarnością struktury Oświata-Kultura-Nauka. Był jednym z założycieli powstałej w 1989 roku Fundacji Edukacja dla Demokracji. Od 1998 roku pracował w Instytucie Astrofizyki w Paryżu, w 2009 roku przeszedł na emeryturę i pozostał w instytucie jako profesor honorowy.
W 2006 roku z rąk Lecha Kaczyńskiego otrzymał nominację profesorską w dziedzinie nauk fizycznych. Był profesorem wizytującym w Centrum Astronomicznym im. Mikołaja Kopernika PAN w Warszawie.

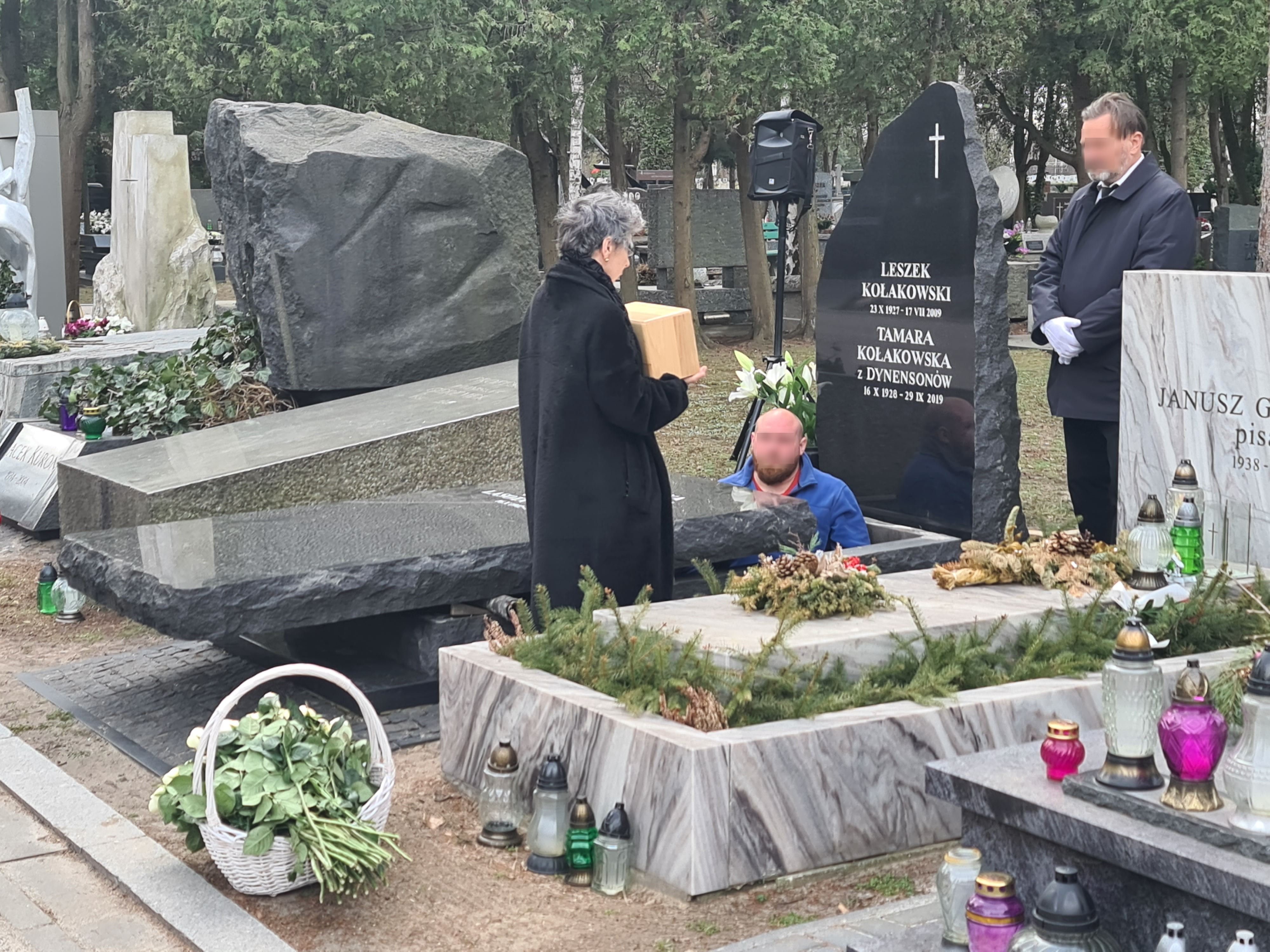
Agnieszka Kołakowska trzyma urnę z prochami jej męża Jana Piotra Lasoty nad grobem rodzinnym rodziny Kołakowskich w czasie jego pogrzebu 31 marca 2025 roku

## Działalność naukowa
W pracy naukowej zajmował się astrofizyką relatywistyczną, badaniem ciasnych układów gwiazd podwójnych i przepływów akrecyjnych. Przez wiele lat był członkiem komitetów nadzorujących budowę i działanie europejskiego detektora fal grawitacyjnych Virgo. Laureat Wielkiej Nagrody Felix Robin Francuskiego Towarzystwa Fizycznego za całokształt działalności naukowej.

## Życie prywatne
Mieszkał w Paryżu i Warszawie. Jego żoną była Agnieszka Kołakowska, siostrą jest Irena Lasota.
Został pochowany w grobie rodzinnym (Leszka Kołakowskiego, w nowej alei zasłużonych przy głównym wejściu na cmentarz) na Cmentarzu Wojskowym na Powązkach 31 marca 2025 roku.

## Publikacje
Autorstwo
- 1980: Teoria względności, współautor: Andrzej Szymacha, Wydawnictwa Szkolne i Pedagogiczne, seria „Biblioteczka Delty”, ISBN 83-02-00476-6.
- 2010: La Science des trous noirs, wyd. Odile Jacob, Paris, ISBN 978-2-7381-2008-3.
- 2017: Czy Wielki Wybuch był głośny?, współautorka: Karolina Głowacka, Warszawa: Prószyński i S-ka, ISBN 978-83-8097-127-1.
- 2019: Fale grawitacyjne. Nowa era astrofizyki, współautorka: Nathalie Deruelle, Warszawa: Prószyński i S-ka, ISBN 978-83-8169-151-2.
- 2020: Kłopoty z Eureką: o co kłócą się fizycy?, współautorka: Karolina Głowacka, Kraków: Copernicus Center Press, ISBN 978-83-7886-493-6.
- 2022: Droga do czarnych dziur, CC Press, ISBN 978-83-7886629-9.

Redakcja
- 2011: Astronomy at the Frontiers of Science, Springer, ISBN 978-94-007-1657-5.